# Sierdoosschildpad
De sierdoosschildpad, ook wel westelijke doosschildpad (Terrapene ornata) is een schildpad uit de familie moerasschildpadden (Emydidae). De soort werd voor het eerst wetenschappelijk beschreven door Louis Agassiz in 1857. Oorspronkelijk werd de wetenschappelijke naam Cistudo ornata gebruikt.

## Uiterlijke kenmerken
Met een maximale schildlengte van 14 centimeter is het een wat kleinere soort, de schildkleur is bruin met vele traan- tot streepvormige gele vlekken die een duidelijk straalsgewijs patroon hebben. Een echte kiel ontbreekt op het ovale, koepelvormige schild dat aan de bovenzijde enigszins is afgeplat. Op het midden van het schild is een gele streep aanwezig die de indruk geeft van een kiel. De gele vlekken en strepen vervagen naarmate de schildpad ouder wordt maar verdwijnen nooit helemaal. Mannetjes hebben een rode iris, die van vrouwtjes is geelbruin van kleur. Mannetjes zijn daarnaast te onderscheiden doordat ze wat kleiner blijven en een enigszins hol buikschild hebben. Opvallend is de verdikte, inwaarts geplaatste eerste teen aan de achterpoten, die dient om het vrouwtje beter vast te houden tijdens de paring.

## Verspreiding en habitat
De sierdoosschildpad komt voor in Noord-Amerika; in het zuiden van de Verenigde Staten en in Mexico. Het is een typische bewoner van prairie; boomloze, open gebieden met hier en daar struikachtige begroeiing. Ook in halfwoestijnen en woestijnen wordt de schildpad aangetroffen.

## Voortplanting
De voortplanting van deze soort is goed bestudeerd. De mannetjes zijn na zo'n acht tot negen jaar volwassen, vrouwtjes na tien tot elf jaar. Bij de paring omstrengelen het vrouwtje en mannetje elkaars poten voor een betere grip. Na de paring wordt het sperma opgeslagen tot na de winter, waarna de eitjes worden afgezet in een flesvormig nest in een zachte ondergrond. Een nest kan een tot acht eieren bevatten, meestal vier tot zes. Soms wordt een tweede nest gemaakt. De witte eitjes zijn langwerpig van vorm, ze komen na een incubatietijd van ongeveer tien weken uit. Het schild van de juvenielen is dan ongeveer drie centimeter lang, ze hebben nog geen scharnierend buikschild zoals de volwassen dieren; dit wordt pas na vier jaar functioneel.

## Ondersoorten
Er worden twee ondersoorten erkend, die voornamelijk verschillen in uiterlijk en verspreidingsgebied.
- Terrapene ornata ornata
- Terrapene ornata luteola